# Clubiona taiwanica
Clubiona taiwanica este o specie de păianjeni din genul Clubiona, familia Clubionidae, descrisă de Ono, 1994. Conform Catalogue of Life specia Clubiona taiwanica nu are subspecii cunoscute.